# ولی ریس
ولی ریس (به انگلیسی: Wally Ris) (زادهٔ ۴ ژانویهٔ ۱۹۲۴) شناگر اهل ایالات متحده آمریکا است. وی در شیکاگو ایلینوی چشم به جهان گشود.